# Comuna Vesela Balka, Kazanka
Vesela Balka (în ucraineană Весела Балка) este o comună în raionul Kazanka, regiunea Mîkolaiiv, Ucraina, formată din satele Liubomîrivka, Novooleksandrivka, Pîșcevîțea și Vesela Balka (reședința).

## Demografie
Componența lingvistică a comunei Vesela Balka
     Ucraineană (92,56%)
     Rusă (4,87%)
     Română (2,57%)
Conform recensământului din 2001, majoritatea populației comunei Vesela Balka era vorbitoare de ucraineană (92,56%), existând în minoritate și vorbitori de rusă (4,87%) și română (2,57%).